# Song Ji-hyo
 Em seu pseudônimo, o sobrenome é Song.
Cheon Soo-yeon (nascida como Cheon Seong-im em 1 de janeiro de 1981), mais conhecida pelo seu nome artístico Song Ji-hyo (em coreano: 송지효), é uma atriz, apresentadora de televisão e modelo sul-coreana. Ela é mais conhecida pelos seus papéis em dramas como Princess Hours (2006), Jumong (2007), Eunggeubnamnyeo (2014), Ex-Girlfriend Club (2015) e My Wife's Having an Affair this Week (2016).
Song conquistou fama internacional por ter sido a única integrante feminina do programa de variedades sul-coreano Running Man, o que fez sua popularidade crescer em toda a Ásia.

## Vida Pessoal
Durante o episódio 351 de Running Man ela revelou que mudou seu nome de "Cheon Seong-im" para "Cheon Soo-yeon" alegando que "atualmente muitas pessoas conheciam o seu nome".

## Filmografia

### Filmes
| Ano  | Título                               | Papel         | Notas                      |
| ---- | ------------------------------------ | ------------- | -------------------------- |
| 2003 | Whispering Corridors: Wishing Stairs | Yoon Jin-sung |                            |
| 2004 | Some                                 | Seo Yoo-jin   |                            |
| 2007 | Sex Is Zero 2                        | Lee Kyeong-ah |                            |
| 2008 | A Frozen Flower                      | The Queen     |                            |
| 2011 | Late Blossom                         | Kim Yeon-ah   |                            |
| 2012 | Code Name: Jackal                    | Bong Min-jung |                            |
| 2013 | Maritime Police Marco                | Lulu          | dublagem em língua coreana |
| 2013 | New World                            | Shin-woo      |                            |
| 2016 | 708090                               | Duan Yu Rong  | filme chinês               |

### Televisão
| Ano  | Título                                 | Papel                                                | Rede |
| ---- | -------------------------------------- | ---------------------------------------------------- | ---- |
| 2006 | Princess Hours                         | Min Hyo-rin                                          | MBC  |
| 2006 | Jumong                                 | Lady Ye So-ya                                        | MBC  |
| 2011 | Detectives in Trouble                  | Jo Min-joo                                           | KBS2 |
| 2011 | Gyebaek                                | Eun-go                                               | MBC  |
| 2013 | Heaven's Order: The Fugitive of Joseon | Hong Da-in                                           | KBS2 |
| 2014 | Eunggeubnamnyeo                        | Oh Jin-hee                                           | tvN  |
| 2015 | The Girl Who Sees Smells               | Ela mesma (participação com o elenco de Running Man) | SBS  |
| 2015 | Ex-Girlfriend Club                     | Kim Soo-jin                                          | tvN  |
| 2016 | My Wife's Having an Affair this Week   | Jung Soo-yeon                                        | JTBC |
| 2016 | Entourage                              | participação                                         | tvN  |

### Programas de variedades
| Ano          | Título                                  | Função        | Rede       | Notas |
| ------------ | --------------------------------------- | ------------- | ---------- | --- |
| 2004-07      | Yasimmanman                             | Ela mesma     | SBS        | Convidada (Episódios 80 e 208) |
| 2004         | Yoo Jae-suk & Kim Won-hee: Come to Play | Ela mesma     | MBC        | Convidada (Episódio 20) |
| 2007-08      | Inkigayo                                | Apresentadora | SBS        | com Kim Heechul |
| 2007         | Three Women’s Talk                      | Ela mesma     | MBC        | Convidada (Episódio 55) |
| 2009         | World Special LOVE                      | Ela mesma     | tvN        | em Filipinas |
| 2009         | Family Outing                           | Ela mesma     | SBS        | Convidada (Episódios 58-59) |
| 2009         | Yasimmanman 2                           | Ela mesma     | SBS        | Convidada (Episódio 51) |
| 2010         | Danbi                                   | Ela mesma     | MBC        | Convidada com Nichkhun (Episódios 14 e 15)                                                                                            |
| 2010-11      | TV Entertainment Tonight                | Apresentadora | SBS        | com Seo Kyung-suk |
| 2010–present | Running Man                             | Ela mesma     | SBS        | Convidada (Episódios 2 - 5) Membro permanente (Episódio 6 - presente)                                                                 |
| 2011         | Happy Together                          | Ela mesma     | KBS2       | convidada com Song Il-gook, Lee Jong-hyuk, Kim Joon, Kim Junho e Kim Dae Hee (3° temporada, Episódio 186)                             |
| 2012         | Strong Heart                            | Ela mesma     | SBS        | Convidada (Episódio 156) |
| 2012         | Gag Concert                             | Uma assassina | KBS2       | Convidada com Han Sang-jin (Episódio 672)                                                                                             |
| 2013         | Happy Together                          | Ela mesma     | KBS2       | Convidada com Lee Dong-wook e Lim Seulong (3° temporada, Episódio 295)                                                                |
| 2013         | Entertainment Weekly                    | Ela mesma     | KBS2       | Convidada com 2PM, f(x), Sung Yuri, Ahn Jae-wook                                                                                      |
| 2014         | Reply with Music - Emergency Couple     | Ela mesma     | tvN        | Convidada com Choi Jin-hyuk, Lee Pil-mo e Choi Yeo-jin (Especial musical talk show)                                                   |
| 2014         | Entertainment Weekly                    | Ela mesma     | KBS2       | Convidada com Ha Ji-won, Taecyeon, Jung Woo                                                                                           |
| 2014         | Get It Beauty                           | Ela mesma     | OnStyle    | Convidada (Episódio 34) |
| 2014         | One Night of TV Entertainment           | Ela mesma     | SBS        | Convidada com Gary |
| 2014         | SBS Gayo Daejeon                        | Apresentadora | SBS        | Apresentadora com Jung Yong-hwa do CNBLUE, Nichkhun do 2PM, Song Min-ho do Winner, Baro do B1A4 e L do Infinite.                      |
| 2015         | Inkigayo                                | Apresentadora | SBS        | Apresentadora com Kim Heechul, Jung Yong-hwa, Minah, Hwang Kwang-hee, Kim Yoo-jung e Hong Jong-hyun (episódio especial de número 800) |
| 2015         | Day Day Up                              | Ela mesma     | Hunan TV   | programa de variedades chinês, convidada com Gary                                                                                     |
| 2016         | We Are in Love                          | Ela mesma     | Jiangsu TV | versão chinesa de We Got Married, com Chen Bolin                                                                                      |
| 2017         | Song Ji-hyo's Beauty View               | Apresentadora | JTBC2      | com Gong Myung |

### Aparições em vídeos musicais
| Ano  | Título                       | Artista                                                 |
| ---- | ---------------------------- | ------------------------------------------------------- |
| 2001 | "Just Say Goodbye"           | JTL                                                     |
| 2001 | "And I Love You"             | Lee Soo-young                                           |
| 2006 | "Words That I Can’t Believe" | STAY                                                    |
| 2010 | "Don't Listen To This Song"  | Young Jee                                               |
| 2011 | "It’s Nothing Serious"       | Young Jee                                               |
| 2011 | "In Heaven"                  | JYJ                                                     |
| 2011 | "Gift For You"               | Choi Kang-hee, Lee Sun-kyun, Kim Byung-man, Song Ji Hyo |
| 2012 | "Be Happy" (Teaser)          | Young Jee & Kyu-Hoon                                    |
| 2013 | "Winter Song"                | Freestyle feat. Navi                                    |
| 2015 | "You Are So Cute"            | Kenji Wu feat. Song Ji Hyo                              |
| 2016 | "Lonely Night"               | Gary feat. Gaeko                                        |